# Demicryptochironomus schachti
Demicryptochironomus schachti är en tvåvingeart som beskrevs av Reiss 1988. Demicryptochironomus schachti ingår i släktet Demicryptochironomus och familjen fjädermyggor.
Artens utbredningsområde är Turkiet. Inga underarter finns listade i Catalogue of Life.